# Gilberto Bonini
Gilberto Bonini (Lecco, 27 marzo 1957) è un ex calciatore italiano, di ruolo difensore.

## Caratteristiche tecniche
Era un terzino ed un mediano.

## Carriera

### Giocatore
Ha giocato 52 partite in Serie B (25 con la Cremonese e 27 con la Ternana). In carriera ha giocato complessivamente 154 partite di campionato con il Lecco (nell'arco di otto stagioni, sei fra Serie C e Serie C1 e due in Serie C2), squadra di cui è anche stato capitano per diversi anni e con cui ha vinto una Coppa Anglo-Italiana nel 1977. Ha inoltre giocato per una stagione (la 1980-1981) in Serie C1 con il Casale e per due stagioni (dal 1983 al 1985) in Serie C2 con la Rhodense.

### Allenatore
Ha allenato per alcuni anni in Promozione e in settori giovanili nella zona di Lecco; dopo aver passato una stagione alla guida degli Esordienti dell'Atalanta, dal 2011 è alla guida della formazione Allievi della squadra dilettantistica GSO San Giovanni. Nella stagione 2013-2014 allena i Pulcini 2005 del G.S.O. San Giovanni; l'anno seguente allena invece i Pulcini 2005 del Lecco Alta Insieme (società nata dalla fusione del G.S.O. San Giovanni e del G.S.O. Laorca); in seguito diventa responsabile della scuola calcio della medesima società.

## Palmarès

### Giocatore

#### Competizioni nazionali
- Coppa Italia Semiprofessionisti: 1

Lecco: 1976-1977

#### Competizioni internazionali
- Coppa Anglo-Italiana: 1

Lecco: 1977